# Salimbene
Salimbene, znany także jako Ognibene de Adamo i Balianus de Sagitta (ur. 1221 w Parmie, zm. ok. 1288) - włoski franciszkanin, prezbiter historyk i kronikarz.
Sakrament święceń przyjął w 1248 r. w Genui. Był autorem ważnej dla poznania historii Włoch i Francji kroniki dającej obraz realiów XIII wieku i ułatwiających zrozumienie ducha tych czasów. Kronika powstała w okresie od 1282 r. i spisywana była aż do śmierci autora.